# Adriana Ozores

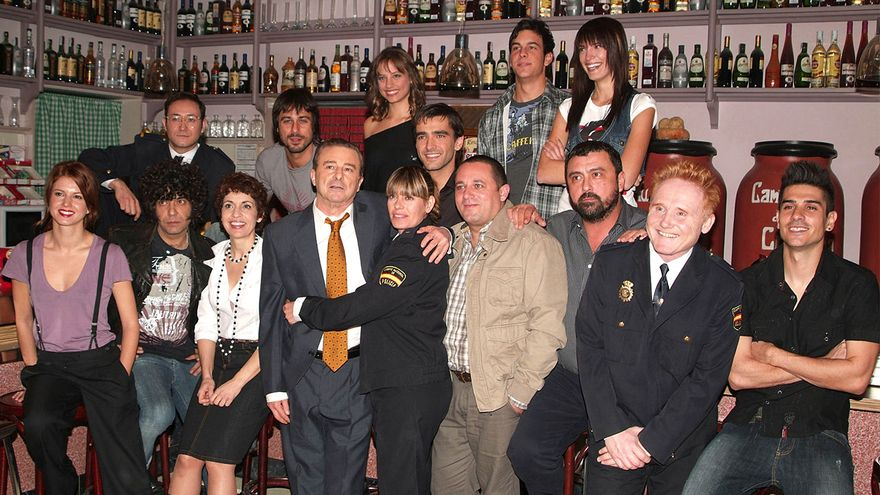
Elenco de la quinta temporada de la serie de televisión Los hombres de Paco.

Adriana Ozores Muñoz (Madrid, 21 de mayo de 1959) es una actriz española.

## Biografía
Pertenece a una importante familia de artistas: es bisnieta del director musical de zarzuelas de Antonio Puchol Ávila (fallecido en 1929) y de la actriz Claudia Butier (fallecida en 1953); nieta de los actores Mariano Ozores Francés (1890-1976) y Luisa Puchol (1892-1965); hija del actor José Luis Ozores (1922-1968), quien falleció cuando ella tenía ocho años, y Concepción Muñoz; sobrina del director y guionista Mariano Ozores (1926-2025) y del actor Antonio Ozores (1928-2010); y prima de la también actriz Emma Ozores (1961, hija de Antonio).
Tiene dos hermanos gemelos, Mariano y Pelayo, dedicados también al mundo del cine.

## Carrera artística
Sus inicios en el cine, a finales de los setenta, están ligados a su tío Mariano Ozores y las películas del dúo Andrés Pajares y Fernando Esteso. Su debut en el teatro se produjo a las órdenes del director de escena Ángel Fernández Montesinos con la comedia La señora presidenta, que se estrenó en el Teatro Infanta Isabel de Madrid el 9 de septiembre de 1982.
Posteriormente, tras apariciones en diversas series de televisión como El jardín de Venus o Turno de oficio se dedicó activamente al teatro, estando ligada a la Compañía Nacional de Teatro Clásico durante el periodo que fue dirigido por Adolfo Marsillach en los años ochenta y noventa.
Volvería al cine protagonizando, entre otras, películas como ¿De qué se ríen las mujeres?, Plenilunio, El palo, La suerte dormida o Héctor.
Cuenta con un Premio Goya como actriz secundaria por su interpretación en la película La hora de los valientes, del director Antonio Mercero.
En 2005 dio vida a Carmen Avendaño en la película Heroína, madre de un toxicómano que funda la Asociación de Ayuda al Toxicómano Erguete.
En televisión su papel más valorado fue el de Lola en Los hombres de Paco, serie a la que Adriana estuvo ligada durante cuatro años, llegando a rodar casi ochenta episodios. También fue la madre de Manolito Gafotas en la serie homónima. Tras dos años alejada del medio, Adriana protagonizó el telefilme La Duquesa para Telecinco en 2010, con tanto éxito de público y crítica que la cadena encargó una segunda parte para 2011.
Adriana protagonizó la exitosa serie Gran Hotel (2011-2013) en el papel de la formidable doña Teresa. Ganó dos grandes premios de interpretación.
En 2015 se incorporó al reparto de la serie Rabia de Cuatro, estrenada en septiembre, en la que interpreta a Rubio, una policía muy estricta empeñada en resolver el caso de los contagiados y dar con su escondite.
Adriana tiene un hijo con su exmarido Joaquín Climent.

## Filmografía parcial
| Año  | Película                                  | Director                        | Papel             |
| 1979 | Los energéticos                           | Mariano Ozores                  |                   |
| 1980 | El canto de la cigarra                    | José María Forqué               |                   |
| 1980 | El liguero mágico                         | Mariano Ozores                  | Doncella          |
| 1981 | Los chulos                                | Mariano Ozores                  | Lucía             |
| 1981 | Brujas mágicas                            | Mariano Ozores                  | Mara              |
| 1981 | Es peligroso casarse a los 60             | Mariano Ozores                  | Juanita           |
| 1981 | ¡Qué gozada de divorcio!                  | Mariano Ozores                  | Lola              |
| 1981 | Dos y dos, cinco                          | Lluis Josep Comerón             | Chica hipnotizada |
| 1981 | Queremos un hijo tuyo                     | Mariano Ozores                  | Virtudes          |
| 1982 | El hijo del cura                          | Mariano Ozores                  | Matilde           |
| 1982 | Padre no hay más que dos                  | Mariano Ozores                  |                   |
| 1982 | Cristobal Colón, de oficio... descubridor | Mariano Ozores                  | Azofaifa          |
| 1983 | La loca historia de los tres mosqueteros  | Mariano Ozores                  | Constanza         |
| 1984 | El pan debajo del brazo                   | Mariano Ozores                  | Isabel            |
| 1984 | El cura ya tiene hijo                     | Mariano Ozores                  | Matilde           |
| 1984 | Los zancos                                | Carlos Saura                    | Begoña            |
| 1993 | El pájaro de la felicidad                 | Pilar Miró                      |                   |
| 1996 | Niño nadie                                | José Luis Borau                 | Mari Carmen       |
| 1996 | ¿De qué se ríen las mujeres?              | Joaquín Oristrell               | Mari              |
| 1998 | La primera noche de mi vida               | Miguel Albaladejo               | Adri              |
| 1998 | La hora de los valientes                  | Antonio Mercero                 | Flora             |
| 1999 | Cuando vuelvas a mi lado                  | Gracia Querejeta                | Ana               |
| 1999 | Ataque Verbal                             | Miguel Albaladejo               | Mercedes          |
| 1999 | Manolito Gafotas                          | Miguel Albaladejo               | Catalina          |
| 2000 | Plenilunio                                | Imanol Uribe                    | Susana Grey       |
| 2000 | Pídele cuentas al Rey                     | José Antonio Quirós             | Lina              |
| 2001 | El palo                                   | Eva Lesmes                      | Lola              |
| 2002 | La vida de nadie                          | Eduard Cortés                   | Ágata             |
| 2002 | El alquimista impaciente                  | Patricia Ferreira               | Blanca Díez       |
| 2002 | En la ciudad sin límites                  | Antonio Hernández               | Pilar             |
| 2003 | La suerte dormida                         | Ángeles González Sinde          | Amparo            |
| 2004 | Héctor                                    | Gracia Querejeta                | Tere              |
| 2005 | Heroína                                   | Gerardo Herrero                 | Pilar             |
| 2005 | El método                                 | Marcelo Piñeyro                 | Ana               |
| 2008 | 8 citas                                   | Peris Romano, Rodrigo Sorogoyen | Rosa              |
| 2010 | Nacidas para sufrir                       | Miguel Albaladejo               | Purita            |
| 2011 | No lo llames amor, llámalo X              | Oriol Capel                     | María             |
| 2016 | Cerca de tu casa                          | Eduard Cortés                   | Mercedes          |
| 2017 | Thi Mai, rumbo a Vietnam                  | Patricia Ferreira               | Rosa              |
| 2023 | Reflejos en una habitación                | Ceres Machado                   | Berta             |
| 2023 | Últimas voluntades                        | Joaquín Carmona Hidalgo         | Agustina          |
| 2024 | Los pequeños amores                       | Celia Rico Clavellino           | Ani               |

## Televisión

### Series
| Año               | Serie                           | Papel                            | Cadena         | Notas        |
| ----------------- | ------------------------------- | -------------------------------- | -------------- | ------------ |
| 1983 - 1984       | El jardín de Venus              | Hermana Juanita                  | La 1           | 1 episodio   |
| 1985              | La comedia musical española     | Sofía / Soledad                  | La 1           | 3 episodios  |
| 1986 - 1987       | Turno de oficio                 | Tere                             | La 1           | 3 episodios  |
| 1987              | El mar y el tiempo              | Chus                             | La 1           | 1 episodio   |
| 1991              | Eva y Adán, agencia matrimonial | Violeta                          | La 1           | 1 episodio   |
| 1992              | Taller mecánico                 | Martirio                         | La 1           | 1 episodio   |
| 1998 - 1999       | Periodistas                     | Pilar Gómez de Ayala             | Telecinco      | 13 episodios |
| 2004              | Manolito Gafotas                | Catalina Moreno                  | Antena 3       | 13 episodios |
| 2005 - 2009; 2021 | Los hombres de Paco             | María Dolores "Lola" Castro León | Antena 3       | 80 episodios |
| 2008              | Martes de carnaval              | Doña Loreta                      | La 1           | 1 episodio   |
| 2010              | La señora                       | Julia                            | La 1           | 2 episodios  |
| 2010 - 2011       | La duquesa                      | Cayetana Fitz-James Stuart       | Antena 3       | 4 episodios  |
| 2011 - 2013       | Gran Hotel                      | Doña Teresa de Alarcón           | Antena 3       | 39 episodios |
| 2015              | Rabia                           | Esther Rubio                     | Cuatro         | 8 episodios  |
| 2017 - 2019       | Velvet Colección                | Macarena Rey                     | Movistar+      | 21 episodios |
| 2021              | Alba                            | Mercedes                         | Antena 3       | 13 episodios |
| 2024              | Galgos                          | Carmina Somarriba                | Movistar Plus+ | 6 episodios  |
| 2025              | Custodia repartida              | Susana                           | Disney+        | 8 episodios  |

### Películas para televisión
| Año  | Serie                   | Papel   |
| ---- | ----------------------- | ------- |
| 2006 | Atropello               | Celia   |
| 2007 | ¿Y a mí quién me cuida? | Rosalía |

### Programas de televisión
- Aplauso (1981-1983) - TVE

## Teatro
- La señora presidenta, 1982
- La rosa de papel, 1985
- Cuatro corazones con freno y marcha atrás, 1986
- La Celestina, 1988
- El alcalde de Zalamea, 1988
- El vergonzoso en palacio, 1989
- La verdad sospechosa, 1991-92
- El desdén con el desdén, 1991[3]
- Don Gil de las calzas verdes, 1994
- El misántropo, 1996
- Doña Inés, 2007
- MacbethLadyMacbeth, 2008
- Sexos, 2009
- Petit Pierre, 2013
- Atchuss, 2015–2016

Como directora
- Troyanas, 2021.[4]

## Premios y candidaturas
Premios Goya
| Año  | Categoría                                  | Película                 | Resultado |
| ---- | ------------------------------------------ | ------------------------ | --------- |
| 1998 | Mejor interpretación femenina de reparto   | La hora de los valientes | Ganadora  |
| 1999 | Mejor interpretación femenina de reparto   | Cuando vuelvas a mi lado | Nominada  |
| 2000 | Mejor interpretación femenina protagonista | Plenilunio               | Nominada  |
| 2002 | Mejor interpretación femenina protagonista | La vida de nadie         | Nominada  |
| 2003 | Mejor interpretación femenina protagonista | La suerte dormida        | Nominada  |
| 2005 | Mejor interpretación femenina protagonista | Heroína                  | Nominada  |

Premios Iris
| Año  | Categoría    | Película            | Resultado |
| ---- | ------------ | ------------------- | --------- |
| 2006 | Mejor actriz | Los hombres de Paco | Nominada  |
| 2012 | Mejor actriz | Gran Hotel          | Ganadora  |

Premios de la Unión de Actores
| Año  | Categoría                                 | Trabajo                  | Resultado |
| ---- | ----------------------------------------- | ------------------------ | --------- |
| 2012 | Mejor actriz protagonista de televisión   | Gran Hotel               | Ganadora  |
| 2011 | Mejor actriz protagonista de televisión   | Gran Hotel               | Nominada  |
| 2010 | Mejor actriz protagonista de televisión   | La Duquesa               | Ganadora  |
| 2005 | Mejor actriz protagonista de cine         | Heroína                  | Nominada  |
| 2005 | Mejor actriz de reparto de cine           | El método                | Ganadora  |
| 2004 | Mejor actriz protagonista de cine         | Héctor                   | Ganadora  |
| 2003 | Mejor actriz protagonista de cine         | La suerte dormida        | Nominada  |
| 2002 | Mejor actriz secundaria de cine           | En la ciudad sin límites | Nominada  |
| 2000 | Mejor interpretación protagonista de cine | Plenilunio               | Nominada  |
| 1999 | Mejor interpretación secundaria de cine   | Cuando vuelvas a mi lado | Nominada  |

Medallas del Círculo de Escritores Cinematográficos
| Año  | Categoría    | Película          | Resultado |
| ---- | ------------ | ----------------- | --------- |
| 2003 | Mejor actriz | La suerte dormida | Nominada  |
| 2004 | Mejor actriz | Héctor            | Ganadora  |
| 2005 | Mejor actriz | Heroína           | Nominada  |
| 2020 | Mejor actriz | Invisibles        | Nominada  |

Premios EñE del cine
| Año  | Categoría                                  | Película                 | Resultado |
| ---- | ------------------------------------------ | ------------------------ | --------- |
| 2009 | Mejor interpretación femenina protagonista | Nacidas para sufrir      | Nominada  |
| 2005 | Mejor interpretación femenina protagonista | Heroína                  | Nominada  |
| 2003 | Mejor interpretación femenina protagonista | La suerte dormida        | Nominada  |
| 2002 | Mejor interpretación femenina protagonista | La vida de nadie         | Ganadora  |
| 2000 | Mejor interpretación femenina protagonista | Plenilunio               | Nominada  |
| 1999 | Mejor interpretación femenina de reparto   | Cuando vuelvas a mi lado | Nominada  |
| 1998 | Mejor interpretación femenina de reparto   | La hora de los valientes | Ganadora  |

## Otros premios y reconocimientos
- Medalla de Oro al mérito en las Bellas Artes, 2020.[9]
- Premio Corral de Comedias del Festival de Almagro, 2019, concedido por "su impecable trayectoria en el teatro, cine y televisión, en la que destaca su trabajo teatral y su vinculación al Siglo de Oro".[2]
- Festival Internacional de Cine de Montreal: Mejor actriz por Heroína (2005).
- Festival de Cine Español de Málaga: Mejor actriz por Héctor (2004).
- Festival Internacional de Cine de Valladolid: Mejor actriz por La vida de nadie (2002).
- Premios Ondas - Cine: Mejor actriz por Plenilunio (2000).
- Festival de Cine de Comedia de Peñíscola: Mejor actriz por La primera noche de mi vida (1999) y Ataque verbal (2000).
- Festival de Cine de Málaga: Mejor actriz de reparto por Los pequeños amores (2024).[10]
- Premio José Sacristán de la Semana de Cine de Melilla (2025).[11]

## Ancestros
|  |                             |  |  |  |  |  |  |  |  |  |  |  |  |  |  |  |
|  | 8. Aurelio Ozores Ugalde    |  |  |  |  |  |  |  |  |  |  |  |  |  |  |  |
|  |                             |  |  |  |  |  |  |  |  |  |  |  |  |  |  |  |
|  |                             |  |  |  |  |  |  |  |  |  |  |  |  |  |  |  |
|  | 4. Mariano Ozores Francés   |  |  |  |  |  |  |  |  |  |  |  |  |  |  |  |
|  |                             |  |  |  |  |  |  |  |  |  |  |  |  |  |  |  |
|  |                             |  |  |  |  |  |  |  |  |  |  |  |  |  |  |  |
|  | 9. Emilia Francés Rodríguez |  |  |  |  |  |  |  |  |  |  |  |  |  |  |  |
|  |                             |  |  |  |  |  |  |  |  |  |  |  |  |  |  |  |
|  |                             |  |  |  |  |  |  |  |  |  |  |  |  |  |  |  |
|  | 2. José Luis Ozores Puchol  |  |  |  |  |  |  |  |  |  |  |  |  |  |  |  |
|  |                             |  |  |  |  |  |  |  |  |  |  |  |  |  |  |  |
|  |                             |  |  |  |  |  |  |  |  |  |  |  |  |  |  |  |
|  | 10. Antonio Puchol Ávila    |  |  |  |  |  |  |  |  |  |  |  |  |  |  |  |
|  |                             |  |  |  |  |  |  |  |  |  |  |  |  |  |  |  |
|  |                             |  |  |  |  |  |  |  |  |  |  |  |  |  |  |  |
|  | 5. Luisa Puchol Butier      |  |  |  |  |  |  |  |  |  |  |  |  |  |  |  |
|  |                             |  |  |  |  |  |  |  |  |  |  |  |  |  |  |  |
|  |                             |  |  |  |  |  |  |  |  |  |  |  |  |  |  |  |
|  | 11. Claudia Butier Morales  |  |  |  |  |  |  |  |  |  |  |  |  |  |  |  |
|  |                             |  |  |  |  |  |  |  |  |  |  |  |  |  |  |  |
|  |                             |  |  |  |  |  |  |  |  |  |  |  |  |  |  |  |
|  | 23. Gregoria Morales Pérez  |  |  |  |  |  |  |  |  |  |  |  |  |  |  |  |
|  |                             |  |  |  |  |  |  |  |  |  |  |  |  |  |  |  |
|  |                             |  |  |  |  |  |  |  |  |  |  |  |  |  |  |  |
|  | 1. Adriana Ozores Muñoz     |  |  |  |  |  |  |  |  |  |  |  |  |  |  |  |
|  |                             |  |  |  |  |  |  |  |  |  |  |  |  |  |  |  |
|  |                             |  |  |  |  |  |  |  |  |  |  |  |  |  |  |  |
|  | 3. Concepción Muñoz         |  |  |  |  |  |  |  |  |  |  |  |  |  |  |  |
|  |                             |  |  |  |  |  |  |  |  |  |  |  |  |  |  |  |
|  |                             |  |  |  |  |  |  |  |  |  |  |  |  |  |  |  |